# Rafeu pterigomandibular

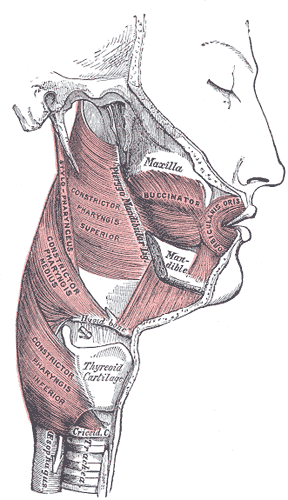
Rafeul pterigoidian, într-o prezentare idealizată

Rafeul pterigomandibular (ligamentul pterigomandibular) este o bandă ligamentoasă a fasciei bucofaringiene, ce se atașează superior pe cârligul pterigoidian al plăcii mediale a procesului pterigoid al sfenoidului, și inferior pe linia milohioidiană a mandibulei. 

## Raporturi
- Suprafața sa medială este acoperită de mucoasa gurii
- Suprafața sa laterală este separată de ramul mandibulei prin țesut adipos
- Pe marginea sa posterioară își are originea mușchiul constrictor faringian superior
- Pe marginea sa anterioară își are originea mușchiul buccinator

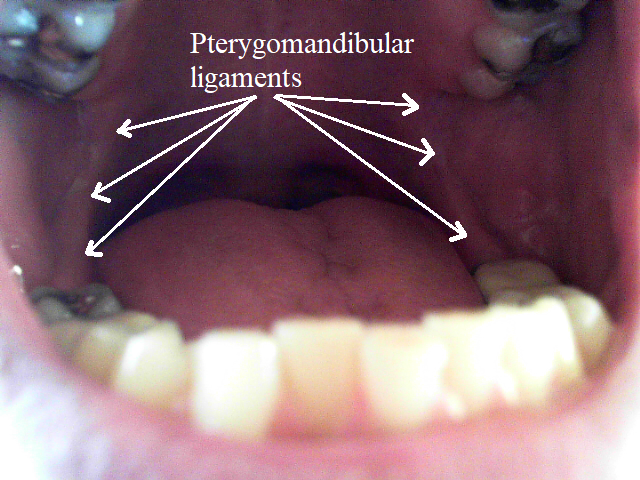
Vedere anterioară a cavității bucale. Ligamentele pterigomandibulare sunt marcate cu săgeți. În această imagine, măselele de minte au fost extrase, ceea ce a schimbat întrucâtva aspectul ligamentului. Altfel, ligamentul se atașează pe mandibulă în dreptul acestor dinți.

## Variații anatomice
Conform studiilor, doar rareori rafeul pterigomandibular se prezintă precum este descris în cărțile de anatomie. În schimb, în majoritatea cazurilor adulții prezintă ligamente (de obicei, triungiulare) ce ori separă incomplet mușchiul buccinator de mușchiul contrictor faringian superior, ori, deși separa cei doi mușchi complet, ligamentul nu are formă de bandă (i.e. rafeu), ci este mai lat și bombat între extremități. S-a constatat că la 36% dintre oameni rafeul lipsește cu desăvârșire, existând o continuitate directă între mușchiul buccinator și mușchiul constrictor faringian superior. 
În schimb, ligamentul pterigomandibular (rafeul) se poate găsi la toți fetușii de peste 6 luni, despărțind complet cei doi mușchi menționați mai sus.